# Barry Baltus
Barry Baltus (* 3. Mai 2004 in Namur) ist ein belgischer Motorradrennfahrer.

## Statistik

### In der Motorrad-Weltmeisterschaft
(Stand: Großer Preis von Österreich, 17. August 2025)
| Saison | Klasse | Team                      | Motorrad | Rennen | Siege | Zweiter | Dritter | Poles | Schn. Rennrunden | Punkte | Ergebnis |
| ------ | ------ | ------------------------- | -------- | ------ | ----- | ------- | ------- | ----- | ---------------- | ------ | -------- |
| 2020   | Moto3  | CarXpert Prüstel GP       | KTM      | 14     | –     | –       | –       | –     | –                | –      | 26.      |
| 2021   | Moto2  | NTS RW Racing GP          | NTS      | 14     | –     | –       | –       | –     | –                | 2      | 32.      |
| 2022   | Moto2  | RW Racing GP              | Kalex    | 16     | –     | –       | –       | –     | –                | 30     | 21.      |
| 2023   | Moto2  | Fieten Olie Racing GP     | Kalex    | 19     | –     | –       | –       | –     | –                | 55     | 17.      |
| 2024   | Moto2  | RW-Idrofoglia Racing GP   | Kalex    | 20     | –     | 1       | –       | –     | –                | 40     | 21.      |
| 2025   | Moto2  | Fantic Racing Lino Sonego | Kalex    | 13     | –     | 4       | 1       | 1     | 2                | 143    | 4.       |
| Gesamt | Gesamt | Gesamt                    | Gesamt   | 96     | 0     | 5       | 1       | 1     | 2                | 270    |          |

Einzelergebnisse
| Saison | 1        | 2           | 3           | 4          | 5          | 6          | 7                      | 8              | 9           | 10                     | 11          | 12                     | 13         | 14             | 15                  | 16             | 17         | 18             | 19         | 20       | 21       | 22       |
| ------ | -------- | ----------- | ----------- | ---------- | ---------- | ---------- | ---------------------- | -------------- | ----------- | ---------------------- | ----------- | ---------------------- | ---------- | -------------- | ------------------- | -------------- | ---------- | -------------- | ---------- | -------- | -------- | -------- |
| 2020   | Katar    | Spanien     | Andalusien  | Tschechien | Osterreich | Steiermark | San Marino             | Emilia-Romagna | Katalonien  | Frankreich             | Aragonien   |                        | Europa     | Valencia       | \|\| \|\| \|\| \|\| |                |            |                |            |          |          |          |
| 2020   |          | 24          | 17          | 21         | DNF        | 18         | 24                     | 22             | 16          | 16                     | 25          | 21                     | 20         | 17             | 16                  |                |            |                |            |          |          |          |
| 2021   | Katar    | Katar       | Portugal    | Spanien    | Frankreich | Italien    | Katalonien             | Deutschland    | Niederlande | Steiermark             | Osterreich  | Vereinigtes Konigreich | Aragonien  | San Marino     | USA-Texas           | Emilia-Romagna | Portugal   | \|\| \|\| \|\| |            |          |          |          |
| 2021   | DNS      |             |             |            | 17         | 17         | 22                     | 14             | 24          | DNF                    | DNF         | 23                     | 16         | DNF            | 17                  | 17             | 23         | 18             |            |          |          |          |
| 2022   | Katar    | Indonesien  | Argentinien | USA-Texas  | Portugal   | Spanien    | Frankreich             | Italien        | Katalonien  | Deutschland            | Niederlande | Vereinigtes Konigreich | Osterreich | San Marino     | Aragonien           | Japan          | Thailand   | Australien     | Malaysia   | \|\|     |          |          |
| 2022   | DNF      | DNS         |             | 10         | 9          | 14         | DNF                    | 16             | 17          | DNF                    | 15          | 16                     | 12         | 13             | 13                  | 14             | 12         | DNF            | DNS        |          |          |          |
| 2023   | Portugal | Argentinien | USA-Texas   | Spanien    | Frankreich | Italien    | Deutschland            | Niederlande    | Kasachstan  | Vereinigtes Konigreich | Osterreich  | Katalonien             | San Marino | Indien         | Japan               | Indonesien     | Australien | Thailand       | Malaysia   | Katar    | Valencia |          |
| 2023   | 12       | 19          | DNF         | 13         | 7          | 16         | 12                     | 12             | C           | 6                      | DNS         | 12                     | 15         | 8              | 15                  | DNF            | DNF        | 18             | 11         | 18       | 14       |          |
| 2024   | Katar    | Portugal    | USA-Texas   | Spanien    | Frankreich | Katalonien | Italien                | Niederlande    | Deutschland | Vereinigtes Konigreich | Osterreich  | Aragonien              | San Marino | Emilia-Romagna | Indonesien          | Japan          | Australien | Thailand       | Malaysia   | \|\|     |          |          |
| 2024   | 2        | 13          | 16          | DNF        | DNF        | 21         | 18                     | 17             | 20          | 16                     | DNF         | 13                     | 18         | 18             | 11                  | 18             | 7          | DNF            | 18         | 17       |          |          |
| 2025   | Thailand | Argentinien | USA-Texas   | Katar      | Spanien    | Frankreich | Vereinigtes Konigreich | Aragonien      | Italien     | Niederlande            | Deutschland | Tschechien             | Osterreich | Ungarn         | Katalonien          | San Marino     | Japan      | Indonesien     | Australien | Malaysia | Portugal | Valencia |
| 2025   | 6        | 12          | 7           | 6          | 2          | 2          | DNF                    | 3              | 11          | DNF                    | 2           | 2                      | 7          |                |                     |                |            |                |            |          |          |          |

| Legende  | Legende            | Legende                                                          |
| Farbe    | Abkürzung          | Bedeutung                                                        |
| -------- | ------------------ | ---------------------------------------------------------------- |
| Gold     | –                  | Sieg                                                             |
| Silber   | –                  | 2. Platz                                                         |
| Bronze   | –                  | 3. Platz                                                         |
| Grün     | –                  | Platzierung in den Punkten                                       |
| Blau     | –                  | Klassifiziert außerhalb der Punkteränge                          |
| Violett  | DNF                | Rennen nicht beendet (did not finish)                            |
| Violett  | NC                 | nicht klassifiziert (not classified)                             |
| Rot      | DNQ                | nicht qualifiziert (did not qualify)                             |
| Rot      | DNPQ               | in Vorqualifikation gescheitert (did not pre-qualify)            |
| Schwarz  | DSQ                | disqualifiziert (disqualified)                                   |
| Weiß     | DNS                | nicht am Start (did not start)                                   |
| Weiß     | WD                 | zurückgezogen (withdrawn)                                        |
| Hellblau | PO                 | nur am Training teilgenommen (practiced only)                    |
| Hellblau | TD                 | Freitags-Testfahrer (test driver)                                |
| ohne     | DNP                | nicht am Training teilgenommen (did not practice)                |
| ohne     | INJ                | verletzt oder krank (injured)                                    |
| ohne     | EX                 | ausgeschlossen (excluded)                                        |
| ohne     | DNA                | nicht erschienen (did not arrive)                                |
| ohne     | C                  | Rennen abgesagt (cancelled)                                      |
| ohne     | keine WM-Teilnahme |                                                                  |
| sonstige | P/fett             | Pole-Position                                                    |
| sonstige | 1/2/3/4/5/6/7/8    | Punktplatzierung im Sprint-/Qualifikationsrennen                 |
| sonstige | SR/kursiv          | Schnellste Rennrunde                                             |
| sonstige | *                  | nicht im Ziel, aufgrund der zurückgelegten Distanz aber gewertet |
| sonstige | ()                 | Streichresultate                                                 |
| sonstige | unterstrichen      | Führender in der Gesamtwertung                                   |